# Щетинкочелюстные
Щетинкочелюстны́е, или морски́е стре́лки (лат. Chaetognatha) — тип морских червеподобных беспозвоночных. Научное название происходит от греч. χαίτη — волос, γνάθος — челюсть. В мире существует 150 видов (в России — 78) относящихся к более чем 20 современным родам .

## Биология
Тело вытянутое, стреловидное, полупрозрачное (у бентосных и глубоководных видов может быть оранжевого или коричневого цвета), несегментированное; длиной от 3 мм до 12 см. Имеются боковые (1—2 пары) и хвостовой плавники.
Целом (полость тела) делится внутренними поперечными перегородками на головной, туловищный и хвостовой отделы. На голове серповидные щетинки (отсюда название), служащие для захвата добычи; в состоянии покоя плотно прижаты к голове. Голова на треть длины покрыта головным капюшоном, кожной складкой, при плавании прикрывающей хватательные щетинки.
Кишечник прямой. Нервная система состоит из надглоточного мозга и брюшного ганглия, связанных продольными тяжами. Органы чувств: примитивные глаза, органы обоняния и осязания. Кровеносной и выделительной систем нет.

## Образ жизни и питание
Щетинкочелюстные — свободноплавающие морские животные, встречающиеся главным образом в пелагиали. Встречаются также и бентосные формы. Передвигаются благодаря сокращению мускулатуры, попеременно изгибая тело вверх и вниз; боковые плавники при этом остаются неподвижны и служат для равновесия. Иногда бентосные щетинкочелюстные прикрепляются к посторонним предметам с помощью выделений кожных слизистых железок.
Большинство видов пелагические, входят в состав планктона, нередко достигая высокой численности. Щетинкочелюстные — хищники, играющие большую роль в морских экосистемах; питаются мелкими животными, составляющими микро- и мезозоопланктон: инфузориями, веслоногими рачками, иногда более крупной добычей — мальками рыб, другими щетинкочелюстными. Для захвата добычи служат щетинки по бокам головы; некоторые виды выделяют нейротоксины (тетродотоксин) для обездвиживания добычи. Обладают механорецепторами, позволяющими чувствовать перемещения воды, вызванные другими организмами. Входят в состав пищи многих рыб и иных морских организмов.

## Размножение и развитие
Гермафродиты; яичники у них находятся в туловищном отделе, семенники — в хвостовом. Предположительно, некоторые виды способны к самооплодотворению. Оплодотворение внутреннее. Оплодотворённые яйца развиваются внутри тела самки, откладываются на подводной растительности либо просто вымётываются в воду.

## Систематика и филогения
Исторически щетинкочелюстные считались одним из самых проблематических типов. Наличие трёх пар целомических полостей и данные эмбриологии (радиальное дробление, вторичноротость) сближают их с вторичноротыми (хордовые, иглокожие). С другой стороны, строение нервной системы (наличие нервных стволов на брюшной стороне тела) говорит об их родстве с первичноротыми. Большинство молекулярных исследований показало, что щетинкочелюстные относятся к первичноротым, однако их более точное положение до недавнего времени оставалось неясным.
Согласно двум молекулярным филогенетическим исследованиям 2019 г, ближайшими родственниками щетинкочелюстных являются гнатиферы — группа, включающая микроскопических существ коловраток, гнатостомулид и микрогнатозоев. Вместе эти четыре типа животных образуют монофилетический таксон, который, в свою очередь, относится к надтипу спиральные (к спиральным также относятся моллюски и кольчатые черви). Авторы также указывали на возможные сходства в строении челюстных аппаратов щетинкочелюстных и гнатифер: в обеих группах зубы и другие челюстные элементы состоят из хитина, на электронных микрофотографиях которых выражено чередование прозрачных и непрозрачных слоев. Впрочем, в работах, на которые они ссылаются, подобные выводы отсутствуют.
Идею о родстве щетинкочелюстных и коловраток впервые высказал датский зоолог Клаус Нильсен в 1980-х годах, однако она не пользовалась популярностью до последнего времени. Даже сам Нильсен отказался от этой группировки в третьем переиздании своего учебника.
Ископаемые остатки щетинкочелюстных немногочисленны, поскольку у них нет ни минерализованного скелета, ни кутикулы, устойчивой к разложению. Как правило, сохраняются лишь их челюстные элементы, известные с самого начала кембрийского периода. Последние получили название протоконодонты по причине их сходства с «зубами» конодонтов — вымершей группы примитивных позвоночных. В настоящее время считается, что протоконодонты представляют собой окаменелые щетинки щетинкочелюстных, не имеющие отношения к «зубам» конодонтов. Помимо проконодонодонтов из среднего кембрия Канады известен остатки целого организма Amiskwia sagittiformis.

## Сноски
1. ↑  ZOOINT Part21. Дата обращения: 13 июля 2009. Архивировано 21 мая 2013 года.
2. ↑  Thuesen&Kogure, 1989.
3. 1 2 3  Marletaz et.al., 2019.
4. ↑  Laumer et.al., 2019.
5. ↑  Морские стрелки оказались родственниками коловраток • Сергей Ястребов • Новости науки на «Элементах» • Систематика, Эволюция. Дата обращения: 15 марта 2019. Архивировано 13 августа 2019 года.
6. ↑  Nielsen, 2012.
7. ↑  Szaniawski, 2002.
8. ↑  Основы палеонтологии. Иглокожие, гемихордовые, погонофоры, щетинкочелюстные. / под ред. Р. Ф. Геккера. — Москва: Недра, 1964. — С. 372. — 373 с.